# Ʊ
Ʊ (kleingeschrieben ʊ) ist ein Buchstabe des lateinischen Schriftsystems. Während sein offizieller Name „Ypsilon“ (nach dem griechischen Buchstaben Ypsilon) lautet, ist der Buchstabe vom Aussehen her ein auf dem Kopf stehendes Omega. Der Buchstabe ist im Afrika-Alphabet enthalten und wird in einigen Sprachen wie Kabiyé für den gerundeten zentralisierten fast geschlossenen Hinterzungenvokal verwendet. Der Kleinbuchstabe ʊ steht im internationalen phonetischen Alphabet für ebendiesen Laut.
In griechischer Typografie ist das Ʊ eine häufige Ersatzglyphe für die Omikron-Ypsilon-Ligatur.
Zudem wurde der Buchstabe teils in der Physik als Einheitenzeichen für das Mho (Ohm (Ω) rückwärts; alte Bezeichnung für die Einheit Siemens) genutzt.

## Darstellung auf dem Computer
Unicode enthält das große Ʊ im Unicodeblock Lateinisch, erweitert-B am Codepunkt U+01B1 und das kleine ʊ im Unicodeblock IPA-Erweiterungen am Codepunkt U+028A.